# Air Andalucia
Air Andalucia foi uma empresa aérea da Espanha que operarou de 2003 até 2005. 